# Rollergirl
Ніко́ль Заффт (нім. Nicole Safft), відоміша під псевдонімом Rollergirl — німецька поп-співачка, що виступала в кінці 1990-х та на початку 2000-х років.
Її музична кар'єра почалась завдячуючи зустрічі із діджеєм та продюсером Алексом Крістенсеном на Мальорці. Ніколь захоплювалась катанням на роликових ковзанах і взяла собі псевдонім Rollergirl (запозичений у однієї з героїнь фільму «Ночі в стилі бугі»). Роликові ковзани стали частиною іміджу Rollergirl та присутні в більшості її відеокліпів, лише в останньому кліпі «Geisha Dreams» вона відмовилась від них. Також вона виступала під сценічним іменем Ніккі Джус (Nicci Juice), основаному на грі слів: англійське слово Juice, як і німецьке Saft (неправильний варіант написання її прізвища), означає сік.
У 2002—2003 роках в зв'язку із виходом заміж за Крістенсена та народженням дитини Rollergirl завершила кар'єру.

## Дискографія

### Альбоми
- Now I’m Singin'… And the Party Keeps on Rollin'  (2000)

### Сингли
- Dear Jessie (1999) — кавер-версія пісні Мадонни
- Luv U More (1999) — кавер-версія пісні Sunscreem
- Eternal Flame (2000) — кавер-версія пісні The Bangles
- Superstar (2000)
- You Make Me Feel Like Dancing (2000, тільки у Скандинавії)
- Close to You (2001)
- Geisha Dreams (2002)